# Florence Bascom
Florence Bascom (Williamstown, Estados Unidos, 14 de julio de 1862-Williamstown, 18 de junio de 1945) fue la segunda mujer en obtener el doctorado en geología en los Estados Unidos y la primera en recibir un doctorado de la Universidad Johns Hopkins. También fue la primera mujer contratada por el Servicio Geológico de los Estados Unidos. Además de sus innovadores hallazgos, lideró la siguiente generación de geólogas notables. Por sus logros, es considerada por sus colegas como la primera mujer geóloga de los Estados Unidos.

## Primeros años
Florence Bascom nació en Williamstown, Massachusetts, el 14 de julio de 1862. Fue la más joven de cinco hermanos y provenía de una familia que, a diferencia de la mayoría de las familias de la época, alentaba la integración de las mujeres a la sociedad. Su padre, John Bascom, fue profesor en Williams College y más tarde presidente de la Universidad de Wisconsin-Madison; fue el factor determinante en su carrera y su primer contacto con el campo de la geología. Su madre, Emma Curtiss Bascom, era una activista por los derechos de las mujeres involucrada en el movimiento sufragista.

## Educación
Inicialmente, Florence Bascom no estaba interesada en la Geología; obtuvo una licenciatura en Artes y Letras en 1882 y una licenciatura en Ciencias en 1884 de la Universidad de Wisconsin-Madison. Después de la persuasión de su padre y el rechazo de una escuela, obtuvo su primer título en ciencias y a partir de ahí comenzó su interés por la Geología. Obtuvo su maestría en Ciencias de la misma universidad en 1887. En esa época las mujeres tenían acceso limitado a los recursos educativos, como la biblioteca y el gimnasio, pero también tenían prohibido el acceso a las aulas si los hombres ya estaban en ellas.
Sus profesores de la maestría la en la Universidad de Wisconsin-Madison, Roland Duer Irving y Charles R. Van Hise, formaban parte del Servicio Geológico de los Estados Unidos (USGS), ambos influyeron fuertemente en la elección de su campo de estudio. En los años que trabajó bajo su supervisión (1884-1887), el Servicio Geológico de Washington estableció una división de Geología glacial. Esta fue la motivación de Bascom para ingresar al campo de la petrografía y la geología estructural, lo que la llevó a analizar las formaciones rocosas de South Mountain en Maryland. Estas formaciones eran consideradas sedimentos, pero ella llegó a la conclusión de que eran formaciones volcánicas alteradas, que llamó «aporhyolites». Como era experta en mineralogía, petrología y cristalografía,  utilizó estas ideas para crear su tesis de maestría que tituló The Sheet Gabbros of Lake Superior.
Bascom se doctoró en la Universidad Johns Hopkins; mientras estudiaba en ahí fue obligada a sentarse detrás de un biombo para no molestar a los hombres de la clase, cuya educación era la prioridad. Dado que la Geología en ese momento era una disciplina estrictamente masculina, enfrentó muchos desafíos para conseguir educarse y establecerse en el campo, lo que condujo a que se la conociera como la «pionera de las mujeres geólogas».

## Carrera
Florence Bascom fue una geóloga destacada, contribuyó a un tipo especial de identificación de volcanes ácidos. Su texto, «The Structures, Origin, and Nomenclature of Acidic Volcanic Rocks of South Mountain», comienza identificando varias estructuras de rocas formadas por el volcán. Bascom argumenta que las formaciones rocosas de South Mountain han cambiado con el tiempo, que algunas rocas originalmente mostraban signos de ser riolita, pero ahora eran rocas holocristalinas. Estas rocas desafiaron la nomenclatura utilizada tradicionalmente para identificar rocas, inventada por científicos alemanes e ingleses, por lo que agregó prefijos a los nombres preexistentes, para identificar los cambios ácidos en ellas. Los prefijos utilizados fueron meta, epi y apo.
Presentó otra nueva conclusión notable con respecto a los ciclos de erosión dentro de Pensilvania. El pensamiento científico anterior creía que la provincia Piedmont de Pensilvania se produjo en dos o tres ciclos de erosión, mientras que ella tenía pruebas de que se trataba de al menos nueve ciclos. Bascom compiló un registro estratigráfico del depósito Atlántico en la provincia, que enumeraba la profundidad, discordancias y tipos de deposición (como arena, arcilla o grava). Estos ciclos ocurrieron durante un período de tiempo grande,  seis ciclos en el período post-Cretácico y tres en el período Cretácico. Esta conclusión causó que los científicos tuvieran apertura a nuevas ideas sobre los ciclos de erosión; con respecto a su tasa de ocurrencia y cómo definir un ciclo.
Además de ser una mujer reconocida en el campo de la Geología, también hizo carrera como maestra. Enseñó Matemáticas y Ciencias en Rockford College de 1887 a 1889 y posteriormente en la Universidad Estatal de Ohio de 1893 a 1895. Dejó la Universidad Estatal de Ohio para trabajar en Bryn Mawr College, donde podía realizar investigación y dar cursos de Geología de nivel superior. En Bryn Mawr College, la Geología se consideraba adjunta en comparación con otras ciencias naturales. Su área de trabajo consistía en un espacio de almacenamiento en un edificio construido únicamente para Química y Biología. En los siguientes dos años logró recopilar una importante colección de minerales, fósiles y rocas. Bascom fundó el departamento de Geología de Bryn Mawr en 1901, donde se dedicó a enseñar y entrenar a una nueva generación de mujeres. En 1937, 8 de 11 de las mujeres que formaban parte de la Sociedad Geológica de Estados Unidos eran graduadas de su curso. Se retiró de la docencia en 1928, pero continuó trabajando en el Servicio Geológico de los Estados Unidos hasta 1936.
Aunque fue la segunda mujer en obtener un doctorado en Geología, fue la primera contratada por el Servicio Geológico de los Estados Unidos (USGS) en 1896, la primera en presentar un trabajo ante el Servicio Geológico de Washington en 1901 y la primera elegida para el consejo de la Sociedad Geológica de Estados Unidos (GSA) en 1924 —ninguna otra mujer sería elegida hasta después de 1945—. Entre sus logros se encuentra haber sido la primera funcionaria de la GSA, cuando fue vicepresidenta de la misma en 1930. Publicó alrededor de 40 trabajos de investigación.

## Muerte y legado
Florence Bascom murió de una hemorragia cerebral el 18 de junio de 1945 a la edad de 82 años. Está enterrada en un cementerio del Williams College en Williamstown, Massachusetts, cerca de sus familiares.
En el primer tercio del siglo XX, el programa de graduados de Bascom fue considerado uno de los más rigurosos del país, con un fuerte enfoque tanto en el laboratorio como en el trabajo de campo y era conocido por haber entrenado a la mayoría de las geólogas estadounidenses. Sus estudiantes no solo se graduaron, frecuentemente tuvieron éxito y se forjaron trascendentes carreras. Bascom estableció altos estándares para sus estudiantes y para ella misma. Aunque era extremadamente dura con sus alumnos, estaban agradecidos por la calidad de la educación que les brindó. Este fue su trabajo más notable en el campo de la Geología.